# Helvídio de Castro Veloso Filho
Helvídio de Castro Veloso Filho foi um advogado e político brasileiro.
Foi deputado à Assembleia Legislativa de Santa Catarina na 5ª legislatura (1963 — 1967), como suplente convocado, eleito pelo Partido de Representação Popular (PRP).